# Relations entre la France et l'Inde
 (février 2018).
Les relations entre la France et l'Inde sont des relations internationales s'exerçant entre un État du sous-continent indien, la République d'Inde, et un autre principalement européen, la République française. Elles sont structurées par deux ambassades, l'ambassade de France en Inde et l'ambassade d'Inde en France.
Depuis 1998, la France et l'Inde sont dans un partenariat stratégique et jouissent d'une relation spéciale.

## Histoire

### Le Royaume de France à la conquête de l'Inde (XVIIe-XVIIIe)

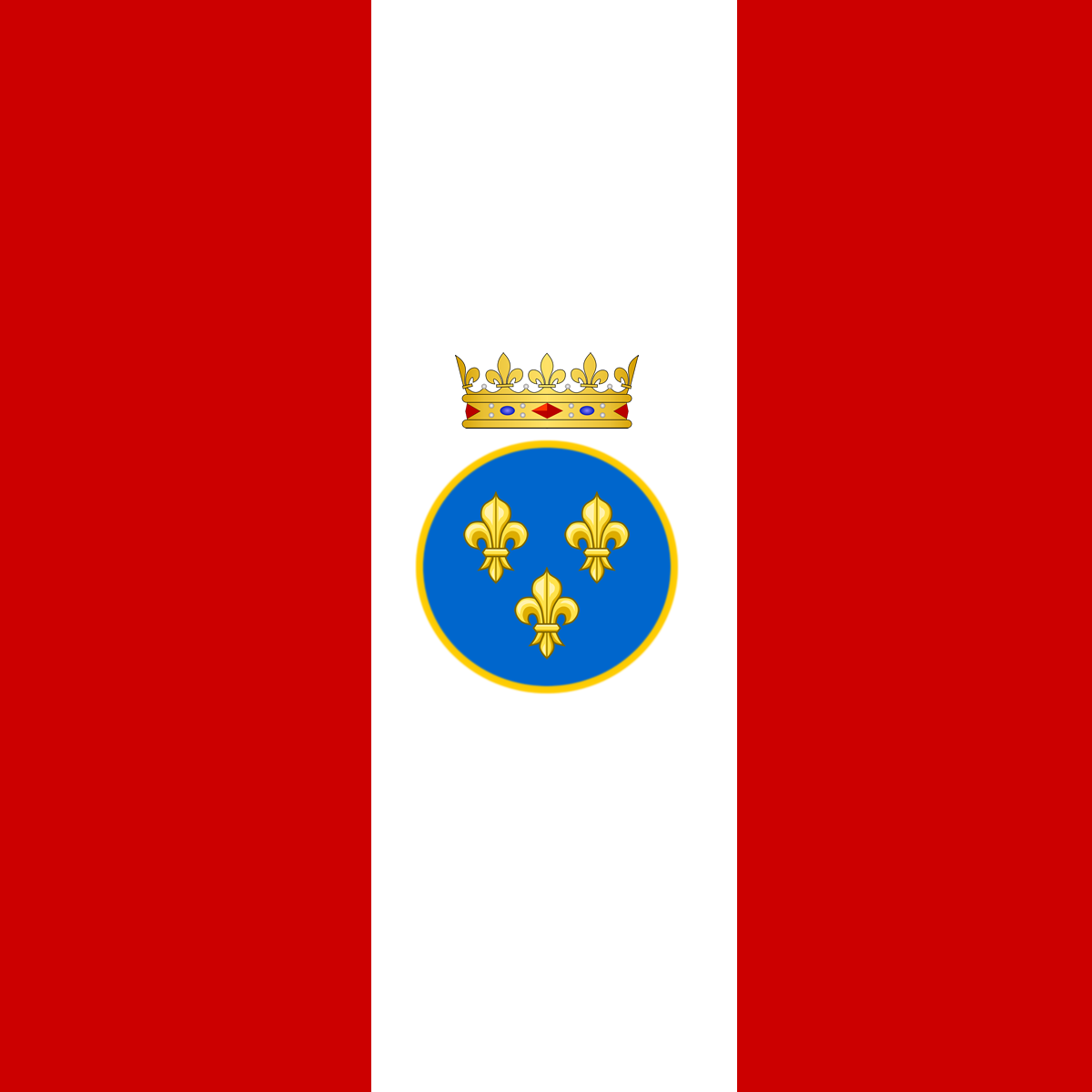
Drapeau du régiment de la compagnie française des Indes orientales en 1756, pendant la guerre de Sept Ans.

L'intérêt français pour le sous-continent indien se manifeste d'abord en 1664, lorsque Colbert crée la Compagnie des indes orientales. Pour un siècle, bénéficiant d'un monopole accordé par la couronne, la Compagnie devient une puissance majeure sur les rives de l'océan Indien, et elle est impliquée dans de nombreuses spéculations boursières. À l'issue de la guerre de Sept Ans (1754-1763), la France doit renoncer à ses possessions en Inde. Elle conserve néanmoins un comptoir commercial à Pondichéry, qui devient par la suite le centre de gravité du rayonnement français en Inde.
De cette première période, la France retire un certain intérêt pour la civilisation indienne. On assiste à la naissance de l'indianisme, porté par les recherches d'Étienne Gourmont, chargé par le bibliothécaire du roi d'étudier les connaissances et la philosophie des Indiens par l'intermédiaire de leur littérature.

### Sous la Révolution et l'Empire (1789-1815)
Pour Napoléon Bonaparte et le Directoire, la campagne d'Égypte vise à couper la route des Indes, vitale pour les Britanniques, et elle pourrait à terme permettre d'envahir l'Inde britannique. Au Traité de Paris en 1815, le Royaume-Uni, qui avait mené une guerre d'anéantissement contre la France en Orient, accepte de restituer à la France ses comptoirs en Inde.
Du point de vue universitaire, Friedrich Schlegel donne, en 1805 et 1806, des cours à Paris sur l'histoire de l'Inde, qui le fascine. C'est au Collège de France qu'en janvier 1815, la première chaire de sanskrit d'Europe est inaugurée.

### Au dix-neuvième siècle
L'Inde devient en France le siège d'un nouvel orientalisme, celui de Victor Cousin. Au dix-neuvième siècle, les Français sont fascinés par la spiritualité de l'Inde. Edgar Quinet, étudiant les réflexions sur le divin et l'infini en Inde, déclare que « L’Inde a fait plus haut que personne ce qu’on peut appeler la déclaration des droits de l’Être ». Lamartine, lui, que « La clef de tout est aux Indes ». Le déclin du romantisme et la montée du positivisme affaiblissent l'influence de l'Inde en France.

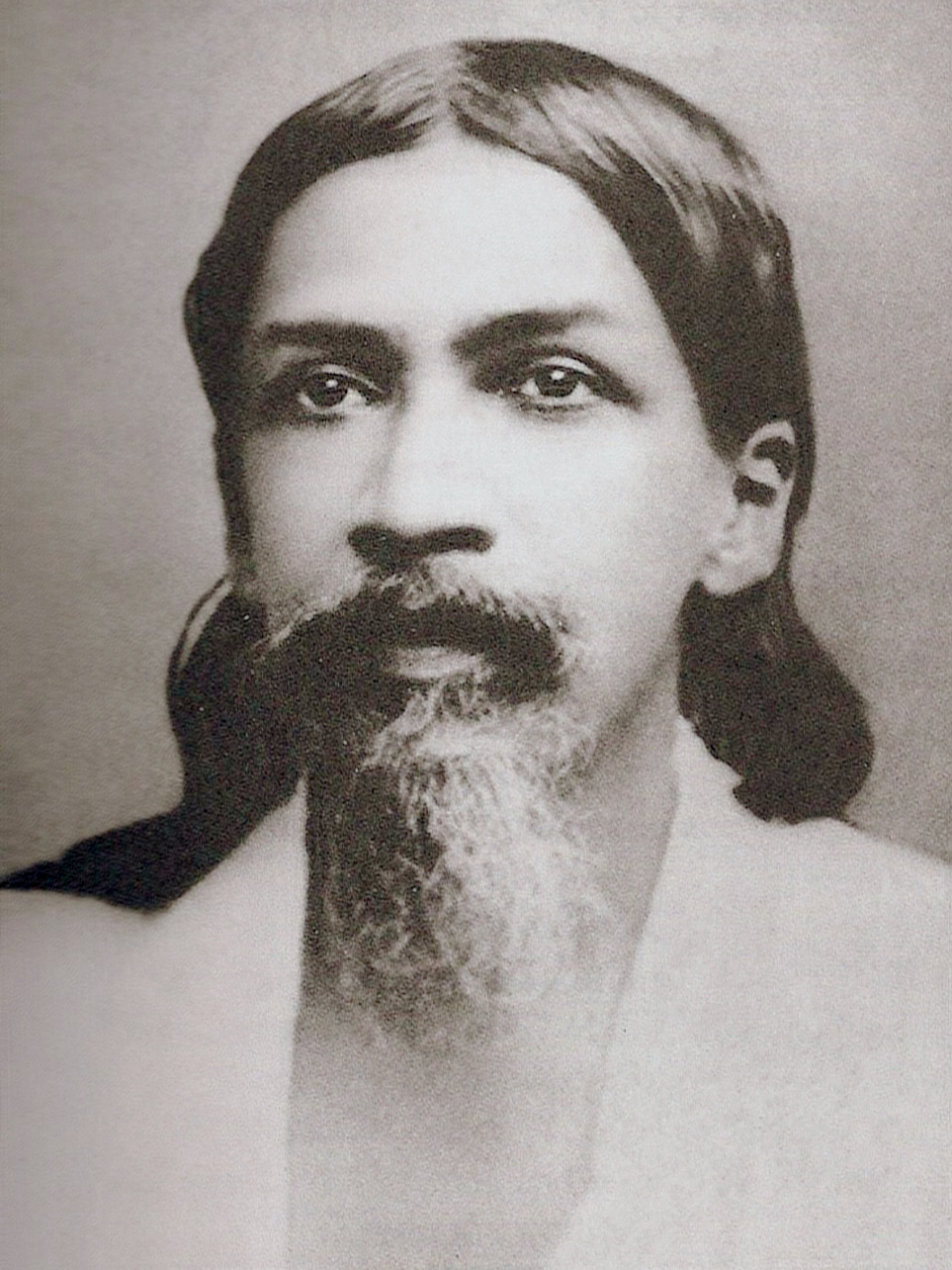
Sri Aurobindo (1872-1950), philosophe, écrivain et mystique réfugié à Pondichéry.

Avec la proclamation de la IIIe République en France en 1870, Pondichéry devient en Inde le lieu d'une expression démocratique. Sri Aurobindo, révolutionnaire pourchassé par les autorités de l'Inde coloniale, y trouve refuge en 1910.

### Première moitié du vingtième siècle
Au cours de la Première Guerre mondiale, des troupes indiennes (deux divisions d'infanterie et deux divisions de cavalerie) ont combattu sur le sol français, dans la boue des tranchées. 

### Indépendance indienne et décolonisation (1947-1962)

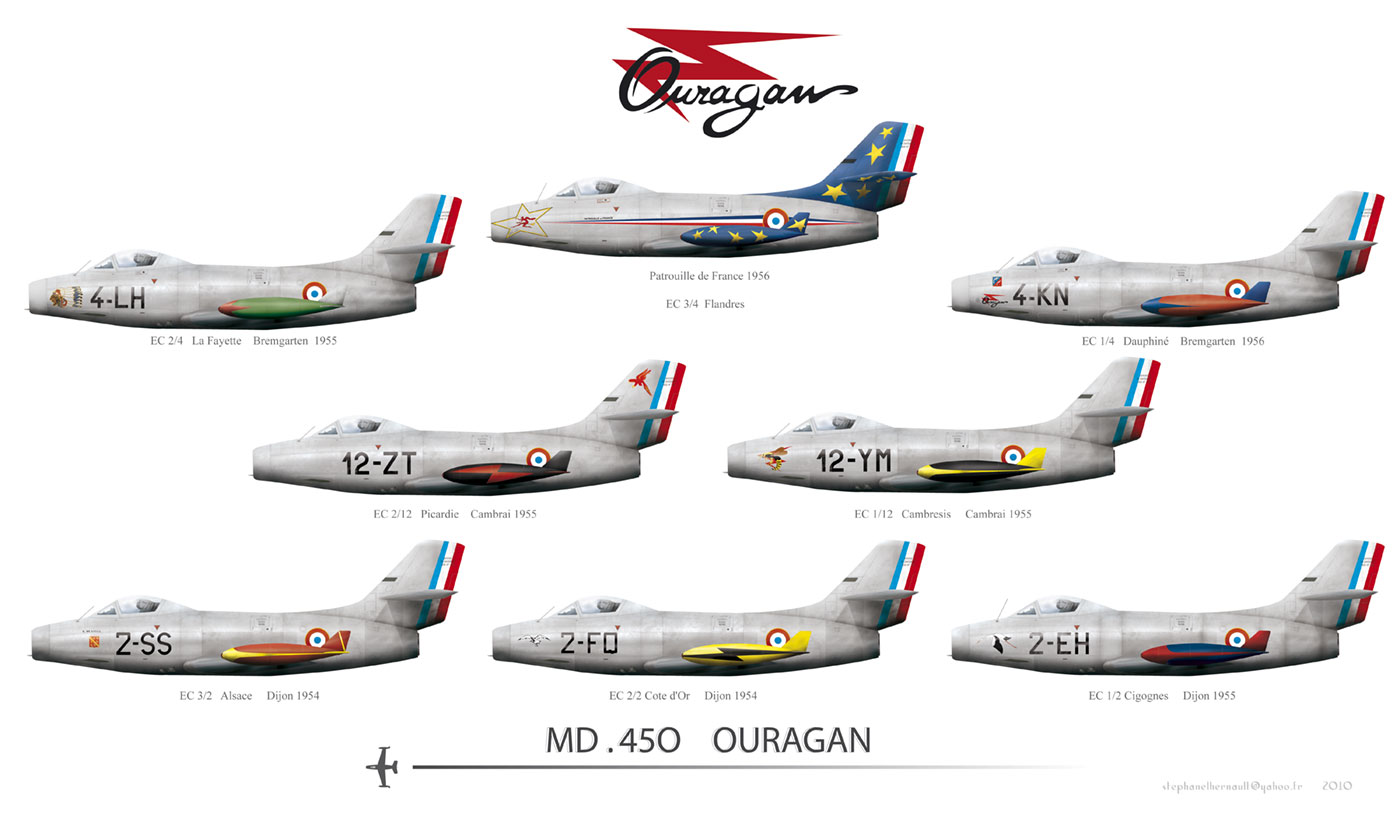
Divers appareils de type Ouragan produits par Dassault.

Au cours de la Guerre Froide, l'Inde avait adopté une position pacifiste de non-alignement. A ce titre, elle refusa les offres soviétiques et américaines dans le domaine militaire. Comme elle souhaitait également s'affranchir de la tutelle britannique, elle se tourna vers un autre grand pays industriel, la France. En 1949, l'Inde achète à la France du matériel pour ses troupes de montagnes au Cachemire. Entre 1953 et 1954, elle commande 120 appareils de type Ouragan à la France. Néanmoins, les critiques indiennes de la politique coloniale française en Indochine nuisent aux relations entre les deux pays, qui se limitent au commerce. A la même période, André Malraux se rend en Inde, et mentionne ses conversations avec Nehru dans ses Antimémoires.
En 1954, à la suite d'un accord, l'Union indienne prend le contrôle de facto des Etablissements français. Elle les intègre de jure en 1962. La décolonisation française de l'Inde est alors achevée.

### 1962-1991: diverses mutations dans les relations franco-indiennes
À la suite du désastre de la guerre sino-indienne en 1962, les relations industrielles, techniques et culturelles entre la France et l'Inde deviennent plus denses. En 1966, la France lève l'embargo sur les armes imposé à l'aube de la guerre indo-pakistanaise de 1965, mais elle doit faire face à la concurrence soviétique. La neutralité bienveillante de la France dans le conflit indo-pakistanais rassure les Indiens.
L'engagement américain aux côtés du Pakistan lors de la troisième guerre indo-pakistanaise, ainsi que l'invasion soviétique de l'Afghanistan, remettent l'Asie du Sud au centre du jeu des superpuissances, et démontre à l'Inde la nécessité de diversifier ses partenariats. Dans une logique tout à fait gaullienne, les deux pays renforcent leurs relations de défense pour échapper à la logique des blocs. Les rapports restent toutefois très intéressés.

## Période contemporaine

### Relations économiques
L'Inde compte la France dans la liste de ses principaux investisseurs, avec plus de 1000 entités françaises implantées et employant 300 000 personnes.

### Coopération scientifique et énergétique
L'Inde est membre de plusieurs organismes de recherche installés en France comme l'Institut Laue-Langevin ou l'European Synchrotron Radiation Facility.
EDF s'apprête à construire six réacteurs nucléaires à Jaitapur conformément à un accord de mars 2018.

### Environnement
L'Agence française de développement, implantée en Inde depuis 2008, y préserve les biens publics mondiaux. La France et l'Inde sont membres de l'Alliance solaire internationale. La France soutient en Inde le programme de développement urbain durable Smart Cities.

### Échanges culturels et universitaires
En mars 2018, la France et l'Inde ont conclu un accord sur la reconnaissance mutuelle des diplômes et un accord sur la migration et la mobilité, visant à faire progresser le nombre d'étudiants indiens en France. L'Inde accueille deux Instituts français, l'un à Delhi et l'autre à Pondichéry.
Les deux pays partagent une culture démocratique et républicaine.

### Défense
Signe d'une étroite coopération entre la France et l'Inde dans le domaine militaire, les premières troupes étrangères invitées à défiler aux côtés de l'armée indienne pour la fête nationale étaient issues de l'armée française. En outre, les marines des deux pays organisent conjointement l'exercice Varuna chaque année depuis plusieurs décennies.
Les deux États ont établi une coopération rapprochée en matière de défense de commerce (vente par la France de 126 Dassault Rafale pour un montant de 12 milliards de dollars à l'Indian Air Force et de sous-marins de classe Scorpène ainsi que 36 missiles antinavires Exocet SM-39, pour un montant annoncé de 2,4 milliards d'euros)[réf. nécessaire]. Le 23 septembre 2016, l'Inde achète 36 Dassault Rafale à la France. La France a exporté en Inde pour 13 milliards d’euros d'armement entre 2009 et 2019.
Sous la présidence d'Emmanuel Macron, la France cherche à affermir ses liens avec l'Inde pour contrer l'expansionnisme de la Chine. En 2019 les deux pays lancent un programme d'une constellation de satellites de surveillance maritime et en 2020, l'Inde s'est jointe à des exercices militaires navals dirigés par la France dans le golfe du Bengale et depuis 2022 à l'Exercice naval multilatéral Milan, Exercise Tarang Shakti aéronautique et multinationaux, Exercice Varuna et Exercice Garuda depuis 2003.